# Stephan Wild
Stephan Wild (auch Wildt und latinisiert Wildicus; * um 1495 in Pleinfeld; † 22. März 1550 in Zwickau) war ein deutscher Mediziner.

## Leben
Wild war Schüler am Gymnasium in Zwickau, bevor er sich am 8. Oktober 1514 an der Universität Ingolstadt immatrikulierte. Hier absolvierte er zunächst das Studium an der philosophischen Fakultät und erwarb sich den Grad eines Baccalaureus der freien Künste. Möglicherweise folgte er Peter Burckhard und immatrikulierte sich am 25. Juli 1518 an der Universität Wittenberg. Hier schloss er seine philosophische Ausbildung mit dem Erwerb des höchsten philosophischen Grades, demjenigen eines Magisters der Weltweisheit, am 14. Februar 1518 ab. Er widmete sich in der Folge dem Studium der Medizin und promovierte am 28. Januar 1521 zum Doktor der Medizin.
Am 2. Juni desselben Jahres wurde er in die medizinische Fakultät aufgenommen. Nachdem sein einstiger Mentor Burkhard die Wittenberger Universität verlassen hatte, empfahlen Martin Luther und seine Freunde ihn dem Kurfürsten Friedrich dem Weisen gemeinsam mit Augustin Schurff als Professor der Medizin. Der Kurfürst wollte zunächst nicht auf die Empfehlung eingehen, da Wild 1520 einen Studentenauflauf gegen Lucas Cranach den Älteren und seine Gesellen verursacht hatte. Dennoch entschloss man sich, die einzige medizinische Professur zu teilen und übertrug Wild für 50 Gulden die Professur für praktische Medizin. Zwischen 1521 und Herbst 1522 fungierte er als zweiter Ordinarius für praktische Medizin neben Augustin Schurff, der die theoretische Medizin lehrte.
Bereits im Spätsommer des Jahres 1522 war er außerhalb von Wittenberg tätig. Da er nicht mehr seinen Vorlesungen nachkommen konnte, reichte er beim sächsischen Kurfürsten seinen Abschied ein. 1526 wurde Wild in Zwickau vom Rat mit einem Salär von 40 Gulden als Stadtphysicus für 10 Jahre angestellt. Hier hatte er die Apotheken zu visitieren und seine ärztlichen Fähigkeiten in den Dienst der Stadt zu stellen. Dabei verhörte er unter anderem einen jüdischen Arzt, stellte ein Attest für einen Augenarzt aus, und als 1529 das sogenannte Schweißfieber in Zwickau ausbrach, hatte er alle Hände voll zu tun.
In Zwickau erlangte er 1527/28 das Bürgerrecht. Nachdem seine Dienstzeit in Zwickau abgelaufen war, wurde er am 1. September 1534 als Leibarzt des Kurfürsten Johann Friedrich I. von Sachsen verpflichtet. Da er nicht verpflichtet war, sich ständig am kurfürstlichen Hof aufzuhalten, übernahm er 1534 eine Stelle im Rat der Stadt Zwickau und gehörte diesem bis zu seinem Lebensende an. Nachdem das Zwickauer Franziskanerkloster aufgehoben worden war, erwarb sich Wild den an den Grünhainer Hof angrenzenden Teil und erbaute dort einige Häuser.

## Wirken
Wild, der mit Georg Rörer und Benedikt Pauli befreundet war, unterstützte Luther unter anderem in dem Streit des Rats mit den dortigen Geistlichen. Er vertrat dabei die Bestrebungen der evangelischen Kirche und unterstützte diese. So nahmen an seinem Begräbnis Philipp Melanchthon und Joachim Camerarius der Ältere teil. Er selbst ist vermutlich der nicht genannte Verfasser einer Schrift über den Englischen Schweiß aus dem Jahre 1529 und einer Phisonomei, die 1530 in Zwickau erschien. Zudem ist er als Rezeptautor eines Pestalexiteriums bekannt geworden, das von Petrus Sibyllenus unter dem Titel De Peste 1564 in Prag (und öfter) erschien.

## Familie
Wild war zweimal verheiratet. Seine erste Ehe ging er vor dem 17. Februar 1521 mit Anna († 21. Januar 1540 in Zwickau), der Tochter des Wittenberger Amtsschössers Anton Niemeck ein. Seine Tochter Sybille († 8. September 1563 in Wittenberg) heiratete 1541 den gleichnamigen Sohn des sächsischen Kanzlers Christian Beyer. Die Tochter Agathe († vor 1552) ehelichte 1545 den Mediziner Goar Wigand.
1541 schloss er seine zweite Ehe mit der Zwickauerin Clara Engel († 1. März 1579 in Zwickau).